# Trennt Michaud
Trennt Michaud (Belleville, 22 de agosto de 1996) es un deportista canadiense que compite en patinaje artístico, en la modalidad de parejas. Ganó dos medallas de bronce en el Campeonato de los Cuatro Continentes de Patinaje Artístico sobre Hielo, en los años 2022 y 2025.

## Palmarés internacional
| Campeonato de los Cuatro Continentes | Campeonato de los Cuatro Continentes | Campeonato de los Cuatro Continentes | Campeonato de los Cuatro Continentes |
| Año                                  | Lugar                                | Medalla                              | Categoría                            |
| ------------------------------------ | ------------------------------------ | ------------------------------------ | ------------------------------------ |
| 2022                                 | Tallin (Estonia)                     | Medalla de bronce                    | Parejas                              |
| 2025                                 | Seúl (Corea del Sur)                 | Medalla de bronce                    | Parejas                              |